# Ken Doherty
Ken Doherty, född 17 september 1969, är en irländsk snookerspelare som vann VM i snooker år 1997. Efter australiensaren Horace Lindrum 1952 och kanadensaren Cliff Thorburn (som vann VM 1980), blev Doherty den tredje utanför Storbritannien att vinna VM när han slog Stephen Hendry med 18-12 i finalen 1997. Han nådde även finalen 1998 och 2003 men förlorade mot John Higgins respektive Mark Williams. Doherty är den första snookerspelaren som både vunnit amatör-VM och professionella-VM.
Doherty har gjort sig känd som en mycket taktiskt skicklig spelare, speciellt mot slutet av framen, då det återstår få bollar. Han är skicklig på att lägga snookers, och likaledes skicklig på att ta sig ur svåra lägen. Han är däremot inte lika känd för att göra höga breaks. I finalen i Masters 2000 mot Matthew Stevens var Doherty nära att göra ett maximumbreak, men missade en enkel svart då han stod på 140 poäng. Så långt var Doherty en av få spelare i den absoluta världseliten som aldrig gjort något maximumbreak. Säsongen 2012/2013 lyckades dock Doherty med bedriften att göra en 147-serie i tävlingssammanhang.
Ken Doherty har vunnit sex rankingtitlar under sin karriär. Efter en svag säsong 2007/08, då Doherty endast presterade hyfsade resultat i icke-rankinggrundande turneringar, tillhörde han 2008/09 för första gången på 15 år inte de 16 högst rankade spelarna på proffstouren.